# Erzbistum São Luís do Maranhão

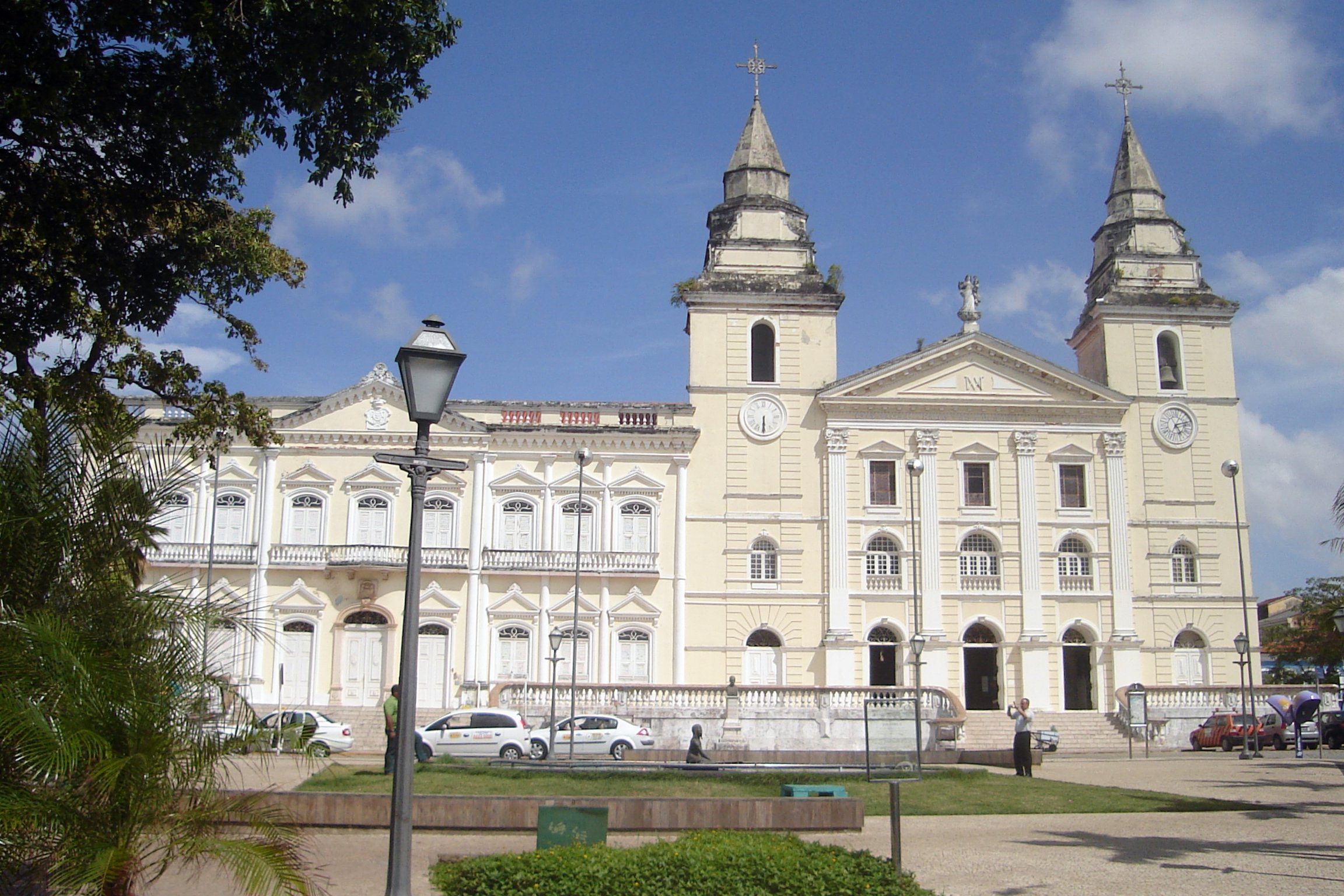
Kathedrale in São Luís do Maranhão

Das Erzbistum São Luís do Maranhão (lat.: Archidioecesis Sancti Ludovici in Maragnano) ist eine in Brasilien gelegene römisch-katholische Erzdiözese mit Sitz in São Luís im Bundesstaat Maranhão.

## Geschichte
Das Bistum São Luís do Maranhão wurde am 30. August 1677 durch Papst Innozenz XI. mit der Päpstlichen Bulle Super universas orbis Ecclesias aus Gebietsabtretungen des Bistums Olinda errichtet und dem Patriarchat von Lissabon als Suffraganbistum unterstellt. Am 2. Dezember 1921 wurde das Bistum São Luís do Maranhão durch Papst Benedikt XV. zum Erzbistum ohne Suffraganbistümer erhoben. Am 10. Februar 1922 wurde das Erzbistum São Luís do Maranhão durch Papst Pius XI. mit der Päpstlichen Bulle Rationi congruit zum Sitz eines Metropoliten erhoben. Das Erzbistum gab in seiner Geschichte mehrmals Teile seines Territoriums zur Gründung neuer Bistümer ab. Heute gehören neben dem Erzbistum São Luís do Maranhão elf Bistümer zur Kirchenprovinz.

## Bischöfe

### Bischöfe von São Luís do Maranhão
- Antônio de Santa Maria, 1677
- Gregório dos Anjos CSJ, 1677–1689
- Francisco de Lima OCarm, 1691–1695, dann Bischof von Olinda
- Timóteo do Sacramento OSP, 1696–1714
- José Delgarte OSST, 1716–1724
- Manoel da Cruz Nogueira OCist, 1738–1745, dann Bischof von Mariana
- Francisco de São Tiago OFM, 1745–1752
- Antônio de São José Moura Marinho OSA, 1756–1778, dann Erzbischof von São Salvador da Bahia
- Jacinto Carlos da Silveira, 1779–1780
- José do Menino Jesus OCD, 1780–1783, dann Bischof von Viseu
- Antônio de Pádua e Belas OFM, 1783–1794
- Joaquim Ferreira de Carvalho, 1795–1801
- Luiz de Brito Homem, 1802–1813
- Joaquim de Nossa Senhora de Nazareth Oliveira e Abreu OFM, 1819–1824, dann Bischof von Coimbra
- Marcos Antônio de Souza, 1827–1842
- Carlos de São José e Souza OCD, 1844–1850
- Manoel Joaquim da Silveira, 1851–1861, dann Erzbischof von São Salvador da Bahia
- Luiz da Conceição Saraiva OSB, 1861–1876
- Antônio Cândido Alvarenga, 1877–1898, dann Bischof von São Paulo
- Luis de Salles Pessoa, 1898
- Antônio Xisto Albano, 1901–1905
- Santino Maria da Silva Coutinho, 1906, dann Erzbischof von Belém do Pará
- Francisco de Paula Silva CM, 1907–1918
- Helvécio Gomes de Oliveira SDB, 1918–1921

### Erzbischöfe von São Luís do Maranhão
- Helvécio Gomes de Oliveira SDB, 1921–1922, dann Koadjutorerzbischof von Mariana
- Octaviano Pereira de Albuquerque, 1922–1935, dann Bischof von Campos
- Carlos Carmelo de Vasconcelos Motta, 1935–1944, dann Erzbischof von São Paulo
- Adalberto Accioli Sobral, 1947–1951
- José de Medeiros Delgado, 1951–1963, dann Erzbischof von Fortaleza
- João José da Mota e Albuquerque, 1964–1984
- Paulo Eduardo Andrade Ponte, 1984–2005
- José Belisário da Silva OFM, 2005–2021
- Gilberto Pastana de Oliveira, seit 2021